# Hof Esselbrunn
Hof Esselbrunn, früher auch nur Esselbrunn, ist eine Kleinsiedlung, bestehend aus einem Unteren und einem Oberen Hof, die auf der Gemarkung des Königheimer Ortsteils Gissigheim im Main-Tauber-Kreis liegt.

## Geographie
Hof Esselbrunn liegt etwa drei Kilometer südlich von Gissigheim, etwa drei Kilometer östlich von Brehmen, etwa fünf Kilometer südöstlich von Pülfringen, etwa sechs Kilometer südlich von Königheim, etwa fünf Kilometer nordwestlich von Heckfeld und etwa fünf Kilometer südwestlich von Dittwar.
Hof Esselbrunn wird durch den Hofgraben entwässert, der bei Hof Esselbrunn entspringt und nach kurzem Verlauf noch die Badholz-Siedlung passiert, bevor er von rechts in den Adelsgraben mündet, der in Gissigheim wiederum von rechts in den Brehmbach fließt, bevor dieser schließlich bei Tauberbischofsheim von links in die untere Tauber mündet.

## Geschichte

### Mittelalter
Im Jahre 1251 wurde Hof Esselbrunn erstmals urkundlich erwähnt als Eschelbrunnen und 1257 als Esselbrunnen. Dabei handelte es sich um einen Einzelhof des Hochmittelalters. Möglicherweise war der Hof bei seiner Erstnennung in der Hand von Lehensleuten der Herren von Düren. Im Jahre 1257 gelangte der Ort im Grundbesitz von den Edlen von Krautheim an das Bistum Würzburg. Seit dem Spätmittelalter war Hof Esselbrunn im Besitz der Gissigheimer Ortsherrschaft.

### Neuzeit
Bis zum Jahre 1824  gehörte der Hof dem Adel von Tauberbischofsheim. Es wurden jährlich 70 Malter Dinkel, 45 Malter Haber und 10 Malter Korn verlangt. Der Käufer Josef Valentin Künzig zahlte damals für die Besitzurkunde 800 Gulden.
Auf dem Messtischblatt Nr. 6423 „Gissigheim“ von 1886 sowie auf dem aktualisierten Messtischblatt Nr. 6423 „Gissigheim“ von 1937 war der Wohnplatz jeweils als Esselbrunn mit wenigen Gebäuden und einer Kapelle verzeichnet. Am 1. Januar 1972 wurde die Gemeinde Gissigheim, zu der Hof Esselbrunn gehörte, nach Königheim eingemeindet. Auf einem Badischen Gemarkungsplan von 1908 zur Altgemeinde Gissigheim ist Esselbrunn mit einem Unteren Hof und einem Oberen Hof verzeichnet.

## Kultur und Sehenswürdigkeiten

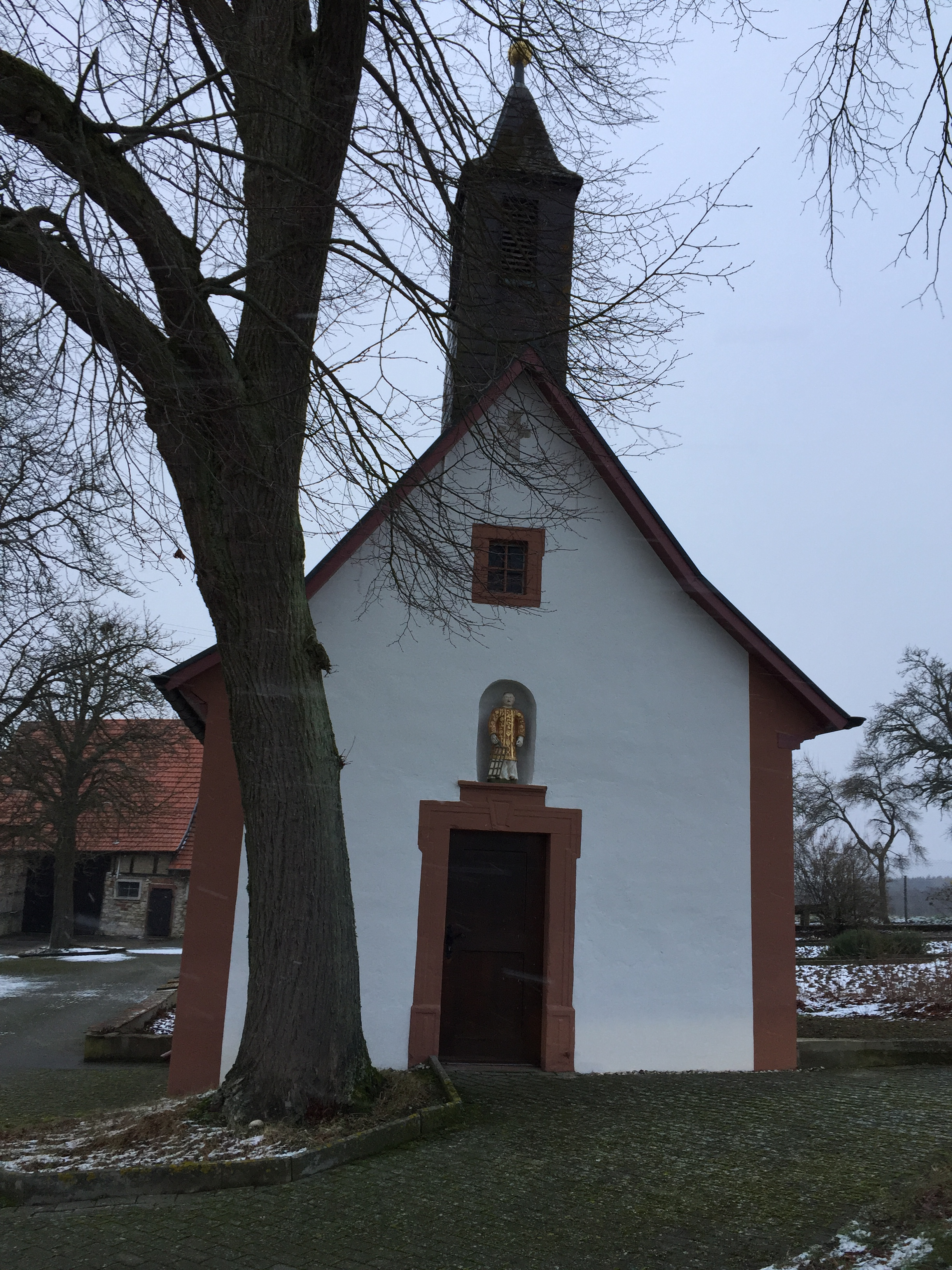
Die Laurentiuskapelle in Hof Esselbrunn, 2018

### Laurentiuskapelle
Eine Laurentiuskapelle von 1737 steht in Hof Esselbrunn. Dabei handelt es sich um einen schlichten Bau mit Dachreiter, geohrten Fenstern und Portal.

### Kreuz beim Hof Esselbrunn
Das Kreuz wurde 1857 von dem damaligen Besitzer Josef Künzig errichtet.

### Rad- und Wanderwege
Hof Esselbrunn liegt am Radweg Liebliches Taubertal – der Sportive.

## Verkehr

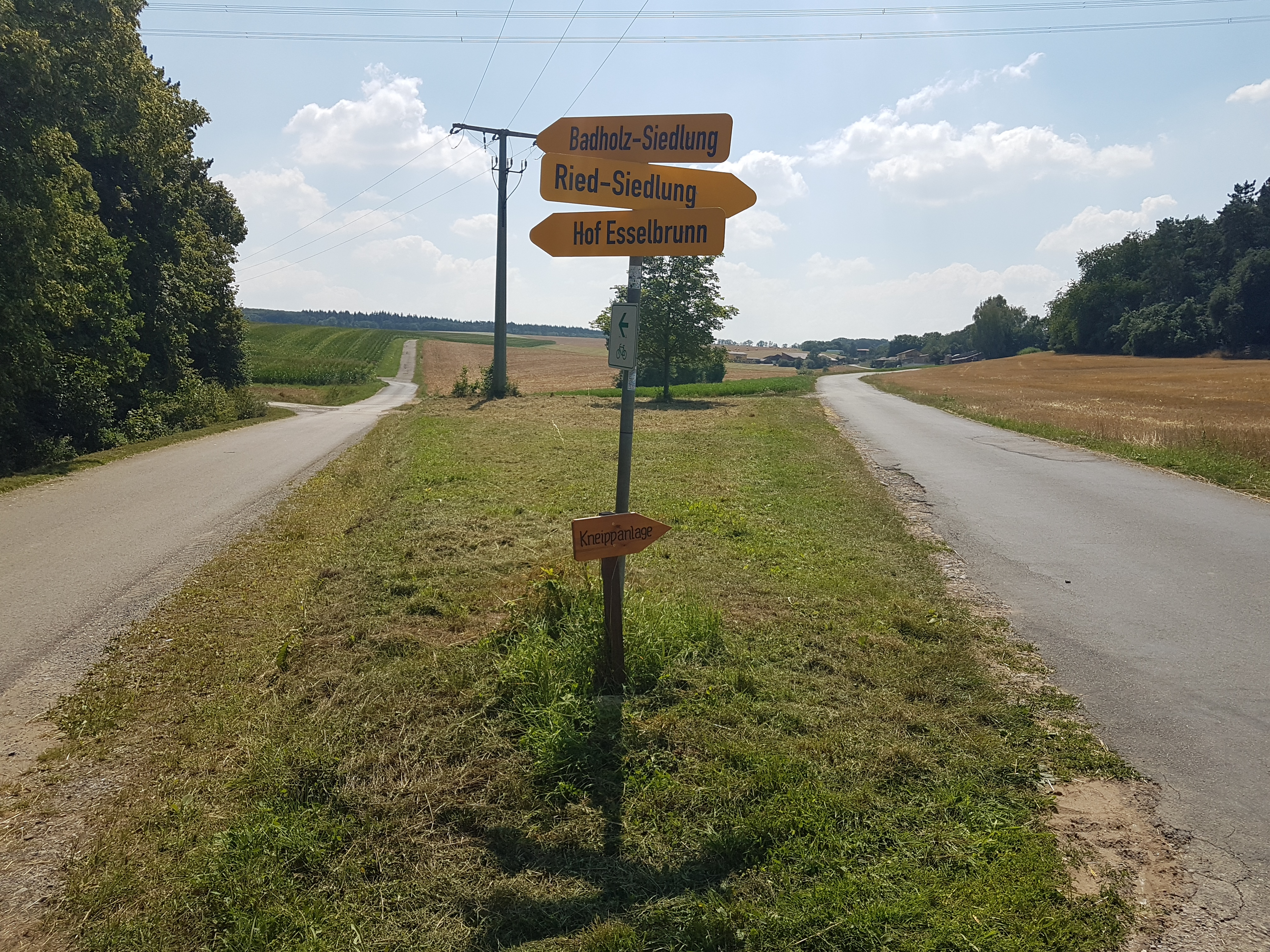
Abzweigung nach Hof Esselbrunn bei Gissigheim

Hof Esselbrunn ist über einen von der K 2836 abzweigenden Wirtschaftsweg zu erreichen. Daneben aus Richtung Brehmen über einen Wirtschaftsweg der auf die Esselbrunner Straße folgt.